# أداة الرسم الفني
أدوات الرسم الفني تشمل على سبيل المثال لا الحصر: الأقلام، المساطر، البوصلات، المنقلة، وأدوات الرسم. يمكن استخدام أدوات الصياغة لقياس وتخطيط الرسومات، أو لتحسين تناسق وسرعة إنشاء عناصر الرسم القياسية. تم استبعاد الأدوات المستخدمة للرسم الصناعي اليدوي من خلال ظهور الكمبيوتر الشخصي واستخدامه المشترك كأداة رئيسية في الرسم، الرسم والتصميم بمساعدة الكمبيوتر (كاد).

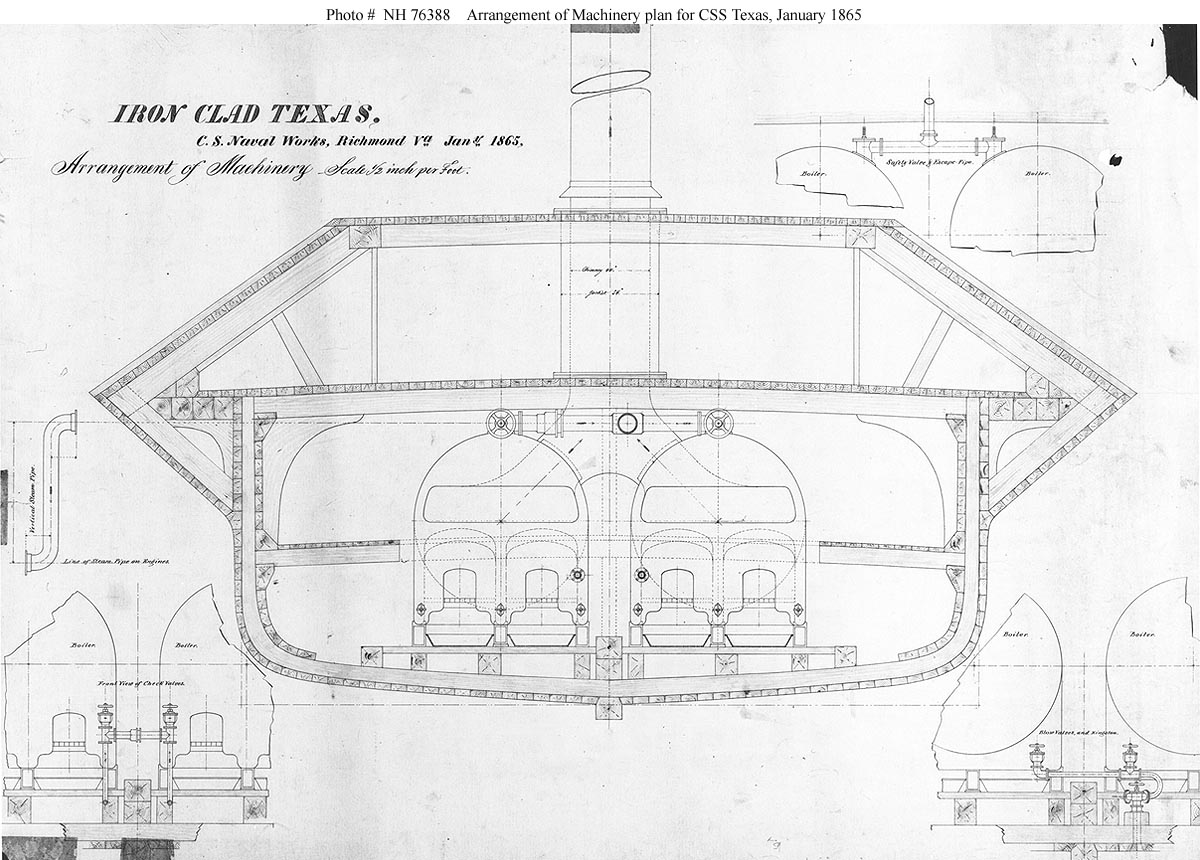

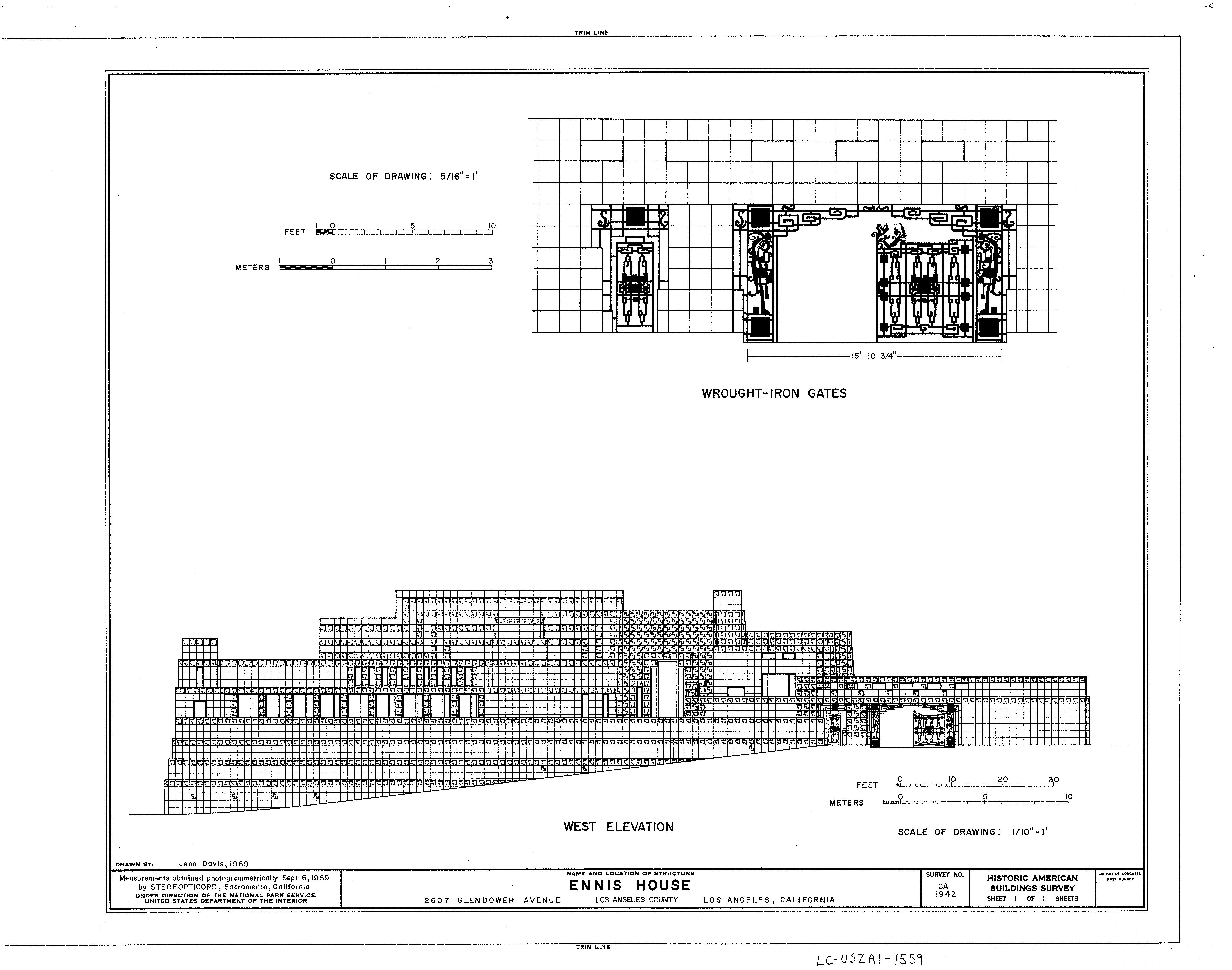
رسم يدوي لواجهة منزل إينس (Ennis House)، 1969

## مزيد من الإطلاع
- Jan van der Does, Adriaan van Haaften, Rudi Kegel: Presentation techniques (Publikatieburo Bouwkunde, Delft University of Technology, 1999)